# Óscar Perea
Oscar Andrés Perea Abonce (La Virginia, 27 settembre 2005) è un calciatore colombiano, attaccante dello Strasburgo.

## Carriera

### Club
Perea è cresciuto nel settore giovanile del Atlético Nacional dove è approdato all'età di tredici anni nel 2018. Nel 2022 ha debuttato in prima squadra giocando contro il La Equidad in Categoría Primera A e nel settembre successivo è stato nominato dal quotidiano inglese The Guardian uno dei sessanta migliori giovani giocatori nati nel 2005 in tutto il mondo.
Nel 2023 è stato definitivamente promosso, ed il 15 maggio ha realizzato la sua prima rete in carriera, nella trasferta persa 2-1 contro l'Alianza Petrolera.

### Nazionale
Nel 2025 ha conquistato un terzo posto nel campionato sudamericano Under-20.

## Statistiche

### Presenze e reti nei club
Statistiche aggiornate al 30 novembre 2024.
| Stagione                 | Squadra                  | Campionato               | Campionato | Campionato | Coppe nazionali | Coppe nazionali | Coppe nazionali | Coppe continentali | Coppe continentali | Coppe continentali | Altre coppe | Altre coppe | Altre coppe | Totale | Totale | Totale |
| Stagione                 | Squadra                  | Comp                     | Pres       | Reti       | Comp            | Pres            | Reti            | Comp               | Pres               | Reti               | Comp        | Pres        | Reti        | Pres   | Reti   |        |
| ------------------------ | ------------------------ | ------------------------ | ---------- | ---------- | --------------- | --------------- | --------------- | ------------------ | ------------------ | ------------------ | ----------- | ----------- | ----------- | ------ | ------ | ------ |
| 2022                     | Atlético Nacional        | A                        | 1          | 0          | CC              | 0               | 0               | CL                 | 0                  | 0                  | -           | -           | -           | 1      | 0      |        |
| 2023                     | Atlético Nacional        | A                        | 35         | 5          | CC              | 6               | 2               | CL                 | 3                  | 0                  | SC          | -           | -           | 44     | 7      |        |
| gen.-giu. 2024           | Atlético Nacional        | A                        | 8          | 1          | CC              | 0               | 0               | CL                 | 1                  | 0                  | -           | -           | -           | 9      | 1      |        |
| Totale Atlético Nacional | Totale Atlético Nacional | Totale Atlético Nacional | 44         | 6          |                 | 6               | 2               |                    | 4                  | 0                  |             | 0           | 0           | 54     | 8      |        |
| 2024-2025                | Strasburgo 2             | N3                       | 3          | 0          | -               | -               | -               | -                  | -                  | -                  | -           | -           | -           | 3      | 0      |        |
| 2024-2025                | Strasburgo               | L1                       | 1          | 0          | CF              | -               | -               | -                  | -                  | -                  | -           | -           | -           | 1      | 0      |        |
| Totale carriera          | Totale carriera          | Totale carriera          | 48         | 6          |                 | 6               | 2               |                    | 4                  | 0                  |             | -           | -           | 58     | 8      |        |

## Palmarès

### Club

#### Competizioni nazionali
- Campionato colombiano: 1

Atlético Nacional: 2022 (Apertura)
- Copa Colombia: 1

Atlético Nacional: 2023
- Súper Liga: 1

Atlético Nacional: 2023